# Gabriele Kalka
Gabriele Kalka (früher Oerlicke) (* 10. Juli 1968) ist eine ehemalige deutsche Tischtennisspielerin.

## Erfolge
Gabriele Oerlicke gehörte bis 1994 dem Verein BSG Post Rostock (auch SpU Post Rostock Süd oder Post SV Rostock Süd) an, dessen Damenmannschaft bis zur Wende in der DDR-Oberliga spielte.
Zu ihren Erfolgen zählen vordere Platzierungen bei DDR-Jugendmeisterschaften, etwa Gold in der Altersklasse 13/14 (1983) und Altersklasse  15/18 (1985). Bei den Erwachsenen wurde sie 1989 DDR-Vizemeisterin im Einzel sowie 1987 und 1988 Meister im Mixed mit Andreas Mühlfeld. Dazu kommen zwei weitere zweite Plätze: 1986 im Damendoppel mit Steffi Sauermann (Schwester von Conny Sauermann) und 1989 im Mixed mit Andreas Mühlfeld. 1994 gewann sie die norddeutschen Meisterschaften auch im Doppel mit Anke Heinig.
1994 wechselte sie zu den Reinickendorfer Füchsen, 1997 kehrte sie zu Post SV Rostock Süd zurück, wo sie noch 2003 in der Regionalliga Nord aktiv war. In der Saison 2014/15 spielt sie unter dem Namen Oerlicke-Kirsten in der Herrenmannschaft des TSV Rostock Süd in der Landesliga.